# Archytas lateralis
Archytas lateralis är en tvåvingeart som först beskrevs av Macquart 1843.  Archytas lateralis ingår i släktet Archytas och familjen parasitflugor. Inga underarter finns listade i Catalogue of Life.